# Object Management Architecture
Object Management Architecture (OMA) – definiuje model relacyjny, składowe, interfejsy oraz protokoły tworzące rozproszoną architekturę obiektów. Najważniejszym jej składnikiem jest CORBA.